# 黑貂岛国家公园保留地
黑貂岛国家公园保留地（英語：Sable Island National Park Reserve），是加拿大的一座国家公园，位于新斯科舍的黑貂岛，该岛位于新斯科舍省会哈利法克斯东南部300公里处，与新斯科舍大西洋海岸最近点约175公里。公园建于2011年10月17日，占地面积为34平方千米。基于加拿大航运法案，登陆此岛需要向加拿大海岸警卫队申请特别许可。此举旨在保护岛上特有的黑貂岛马。2013年，黑貂岛国家公园成为加拿大第43个国家公园。

## 生态学

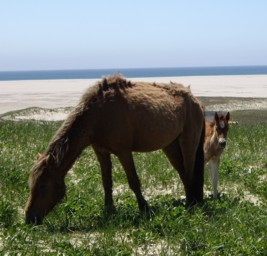
黑貂岛矮种马

黑貂岛的名字来源于法语“沙子”。岛上少有自然生长的树木，取而代之的是滨草和其他矮生植被。1901年，联邦政府种植超80,000棵树固沙，都未成活。随后种植的唯有苏格兰松幸存，仅数尺高。
黑貂岛是400多种散养的黑貂岛矮种马的家园，已有法案保护免受人类入侵。野马种数在一次大驱除期间因阿卡迪亚人没收马匹而下降，由托马斯·汉考克、波斯顿商人和约翰·汉考克的叔叔留在了岛上。从前，过剩的马会遭到围捕，运离岛屿出售，用于诺华斯克提布雷顿岛的煤矿业。1960年，加拿大政府全力保护马匹免受人类干扰。
海岸上养育着灰海豹和海豹。灰海豹的数量从20世纪60年代的200-300头幼崽出生，到2003-2004年近50,000头幼崽出生。